# 陸徽
陸 徽（りく き、391年 - 452年）は、南朝宋の官僚。字は休猷。本貫は呉郡呉県。

## 経歴
はじめ呉郡に召されて主簿となった。衛軍参軍・車騎参軍を歴任し、揚州主簿に転じた。王弘の下で衛軍主簿となり、入朝して尚書都官郎に任じられ、建康県令として出向した。清廉公平を文帝に称賛され、司徒左西掾に転じた。元嘉14年（437年）、始興郡太守となった。元嘉15年（438年）、使持節・都督交広二州諸軍事・綏遠将軍・平越中郎将・広州刺史に任じられた。清官としての名声は王鎮之に次ぎ、官吏や民衆に愛された。広州別駕従事史の朱万嗣を朝廷に推挙した。
元嘉21年（444年）、建康に召還されると、南平王劉鑠の下で冠軍司馬・長沙国内史となり、湘州と冠軍府の事務を代行した。まもなく母が死去したため、辞職して喪に服した。この頃、張尋と趙広による反乱が益州で起こり、蜀土は荒廃した。元嘉23年（446年）、陸徽は持節・都督益寧二州諸軍事・寧朔将軍・益州刺史に任じられ、民心の安定を図った。
元嘉29年（452年）、死去した。享年は62。輔国将軍の位を追贈された。諡は簡子といった。

## 子女
- 陸叡（陸杲の父）
- 陸展（臧質の下で車騎長史・尋陽郡太守をつとめ、臧質が反乱を起こすと従い殺害された）

## 伝記資料
- 『宋書』巻92 列伝第52
- 『南史』巻48 列伝第38